# Assistant juridique
Ne doit pas être confondu avec Assistant de justice.
Un assistant juridique (code ROME 32 142), parfois appelé un « paralégal » sous l'influence de la culture américaine, est un professionnel du droit chargé d'aider d'autres personnes dans leurs tâches concernant le droit.
Dans une première acception, il effectue des procédures de manière autonome ou semi-autonome, dans le cadre d'un système d'assistance juridique. Il effectue des tâches qui nécessitent une compréhension de la législation pour sa bonne exécution. Il intervient également en support ou en assistance aux professionnels liés au domaine juridique à caractère consultatif ou contentieux judiciaire. Son marché du travail est vaste et comprend des cabinets de conseil, des entreprises qui ont des services juridiques ou qui exercent des activités de conformité à la législation telles que: l'environnement, le travail, les produits contrôlés, l'enregistrement de produits, les marques et brevets, la fiscalité, les appels d'offres, entre autres. Les cabinets juridiques et les organismes publics ont également de nombreux « parajuristes » dans les activités de soutien, bien qu'ils n'utilisent pas encore le nom correct de la profession.
Dans une seconde acception, l’assistant juridique est un ou une secrétaire spécialisé(e), exerçant: dans les cabinets d'avocats, dans les études de notaires, d'huissiers ou les services juridiques des entreprises. L'assistant juridique: rédige les actes et documents juridiques (assignations, conclusions ou autres), suit les dossiers, effectue les formalités et réalise la facturation. En général, il assure également les missions de secrétariat : accueil physique et téléphonique, prise de rendez-vous, tenue d'agenda et emploi du temps, etc. 

## Formation
Le titre d'assistant juridique confère l’attribution du niveau 3 de la filière technique, 3e échelon, coefficient 300, de la convention collective nationale du personnel des cabinets d’avocat (alors que le titre de secrétaire juridique confère le 1er échelon, coefficient 265). 
Le titre d'assistant juridique s'obtient soit par une formation à l'école nationale de droit et de procédure pour le personnel des avocats (ENADEP) soit via une VAE (validation des acquis et de l'expérience) après 3 années de pratique professionnelle.
Le titre d'assistant juridique s'obtient également  par une formation professionnelle en secrétariat ainsi qu'un A.S.P Juridique d'une durée approximative de 450 heures. 